# Stapelia hirsuta
Espèce
Synonymes
- Tridentea depressa Haw. ex Schult.
- Stissera patula Kuntze
- Stissera hirsuta Kuntze
- Stissera depressa Kuntze
- Stapelia unguipetala N. E. Br.
- Stapelia sororia Jacq.
- Stapelia patula var. longirostris
- Stapelia patula Willd.
- Stapelia patentirostris N. E. Br.
- Stapelia lanigera Loudon
- Stapelia hirsuta var. unguipetala (N. E. Br.) N. E. Br.
- Stapelia hirsuta var. patula (Willd.) N. E. Br.
- Stapelia hirsuta var. lutea N. E. Br.
- Stapelia hirsuta var. longirostris (N. E. Br.) N. E. Br.
- Stapelia hirsuta var. grata N. E. Br.
- Stapelia hirsuta var. depressa (Jacq.) N. E. Br.
- Stapelia hirsuta var. comata (Jacq.) N. E. Br.
- Stapelia hirsuta var. affinis (N. E. Br.) N. E. Br.
- Stapelia elongata Sweet
- Stapelia depressa Jacq.
- Stapelia comata Jacq.
- Stapelia affinis N. E. Br.
- Gonostemon hirsutus var. luteus (N. E. Br.) P.V. Heath
- Gonostemon hirsutus var. longirostris (N. E. Br.) P.V. Heath
- Gonostemon hirsutus var. gratus (N. E. Br.) P.V. Heath
- Gonostemon hirsutus var. depressus (Jacq.) P.V. Heath
- Gonostemon hirsutus var. comatus (Jacq.) P.V. Heath
- Gonostemon hirsutus var. affinis (N. E. Br.) P.V. Heath
- Gonostemon hirsutus (L.) P.V. Heath

Stapelia hirsuta,  nom commun Fleur étoiles de mer ou de Plante  charogne, est une espèce de plantes à fleurs de la famille des Apocynaceae,.

## Nom et Synonymes
Le genre Stapelia a été nommé en l'honneur de Johannes van Stapel, qui a décrit la première à plante découverte, le nom d'espèce vient du Latin hirsutus, qui signifie « poilu ».

## Description

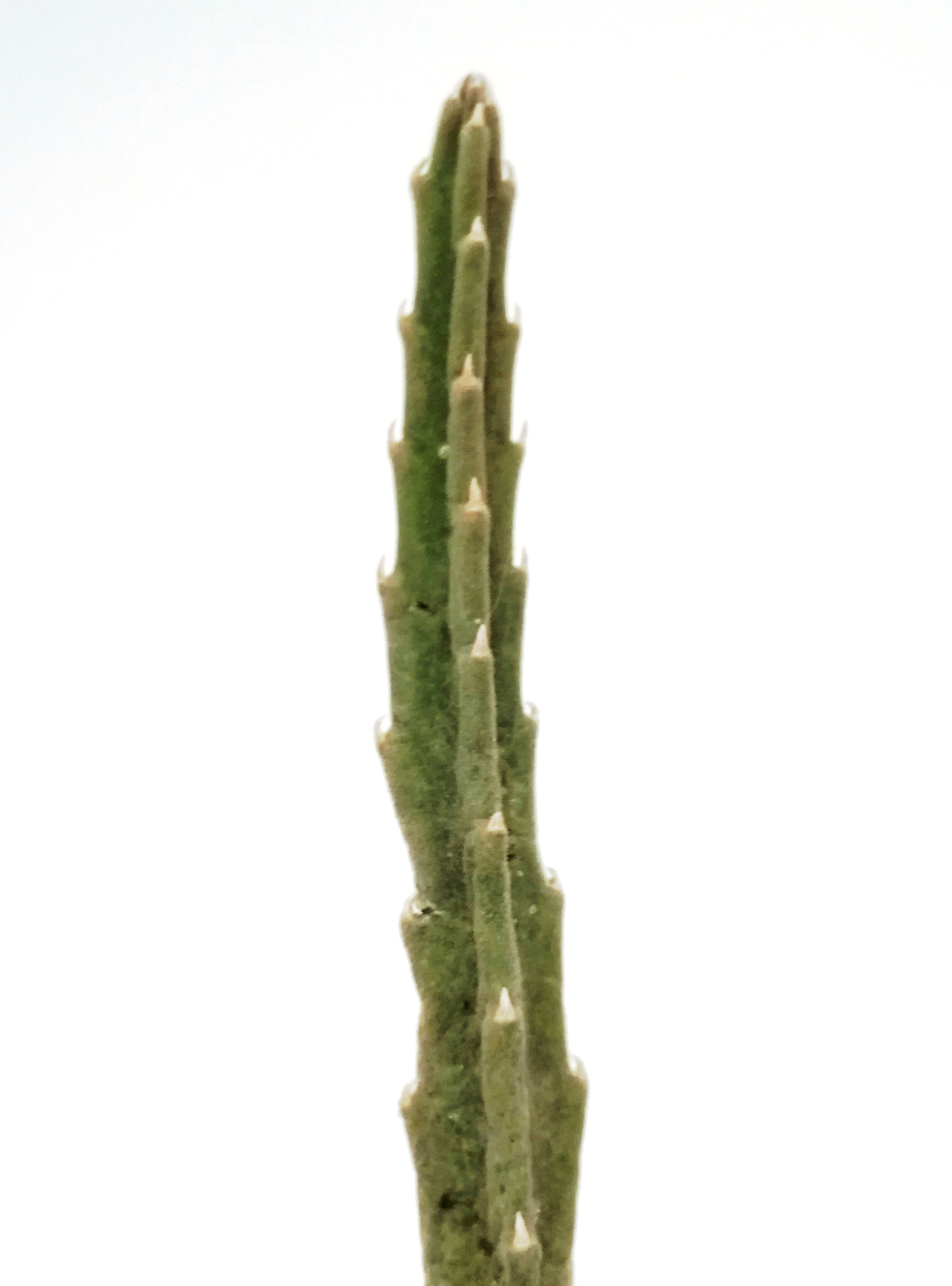
S. hirsuta, montrant le caractère concave des rainures entre les quatre angles de la tige.

### Parties végétatives
Les tiges de Stapelia hirsuta  sont subquadrangulaire  allant jusqu'à 20 cm de haut. Des rainures concave  courent verticalement le long de la tige, entre les quatre angles. Cette caractéristique distingue S. hirsuta de nombreuses autres espècesStapelia  avec lesquelles elle est naturellement proche (par exemple, Stapelia rufa, Stapelia engleriana), et qui ont généralement des tiges qui sont également subquadrangular, mais qui sont plus arrondie en section transversale,.

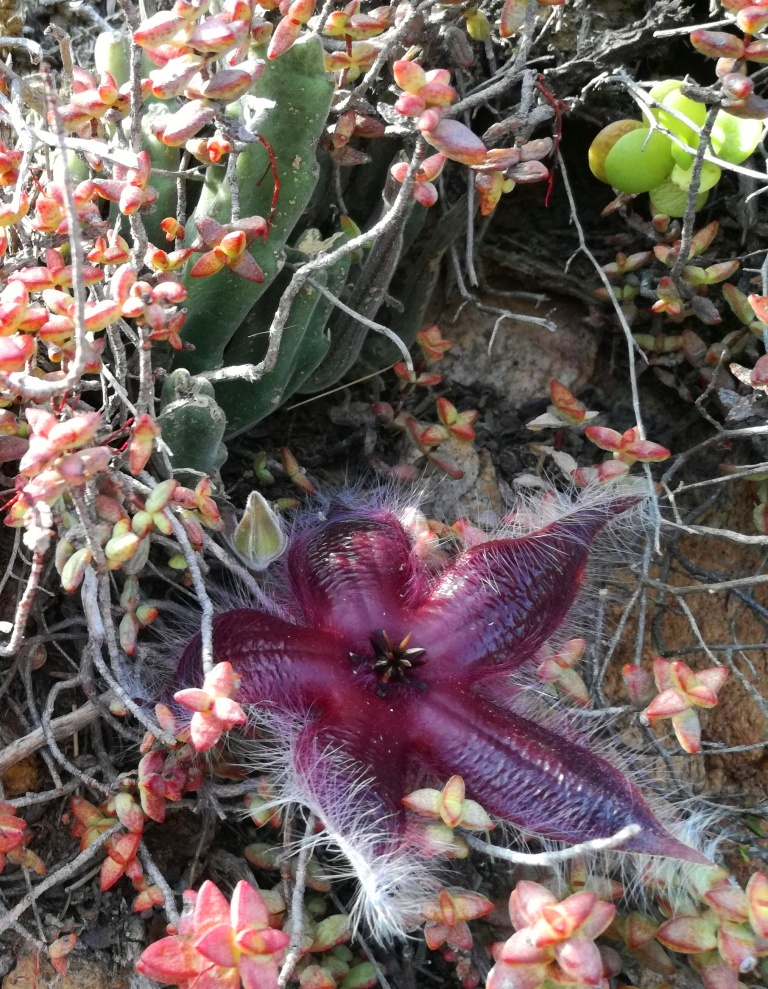
S. hirsuta fleur à Buffelspoort, montrant la caractéristique poilu, la surface rouge foncé.

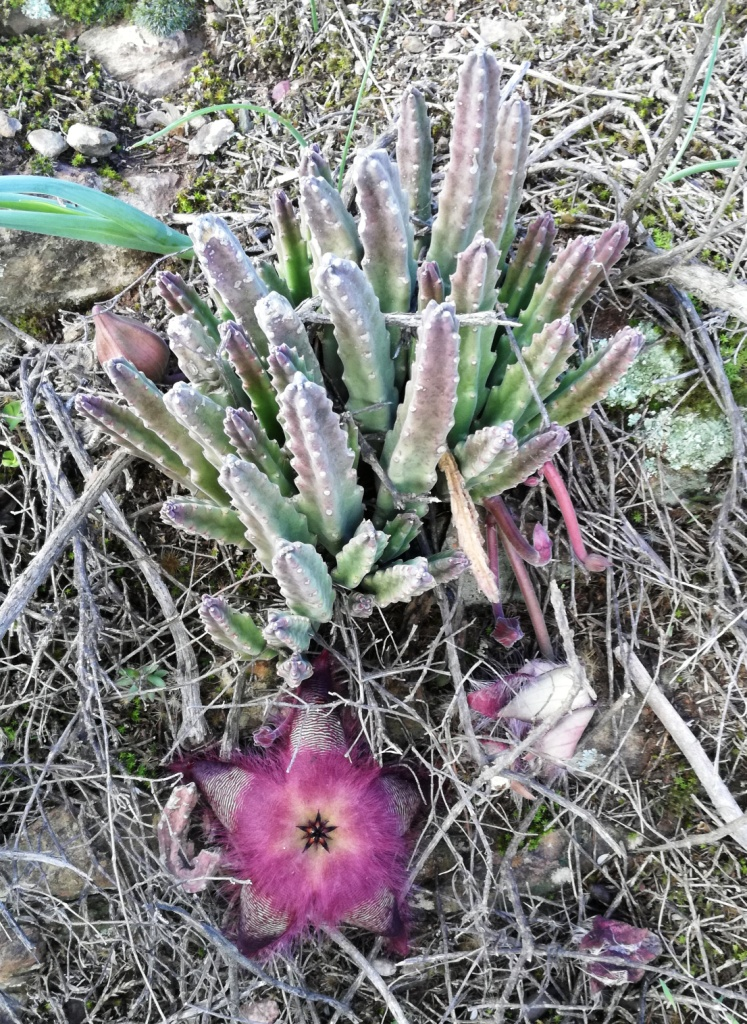
S. hirsuta fleur dans la région d'Overberg.

### Les caractéristiques florales
Stapelia hirsuta a des fleurs plates, très velues, rouge foncé et ressemblant à de la viande pourrissante. La corolle peut atteindre une largeur d'environ 5 à 15 cm. Fleur cadavre, son odeur de charogne sert pour attirer des pollinisateurs divers, plus particulièrement des mouches. La période de floraison s'étend de la fin de l'été à la fin de l'automne.

## Sous-espèce

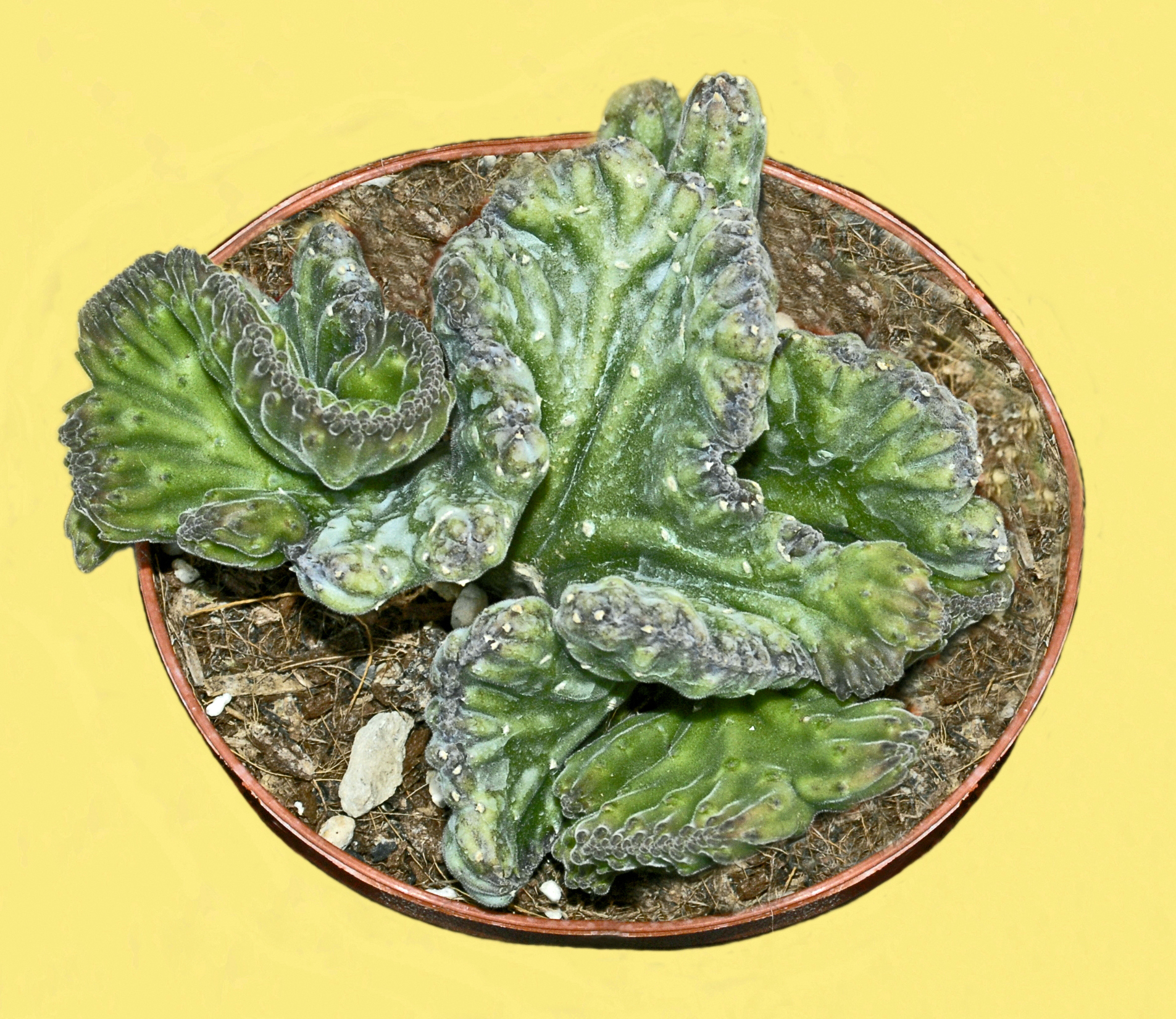
Stapelia hirsuta "crestata" (à crête) sous forme de culture.

- Stapelia hirsuta var. baylissii
- Stapelia hirsuta var. gariepensis
- Stapelia hirsuta var. tsomoensis
- Stapelia hirsuta var. vetula

## Distribution et habitat
Cette espèce est endémique de l'Afrique du Sud et du sud de la Namibie.
Sa large aire de répartition s'étend le long de la limite sud de la zone aride de la région du Karoo , dans le "Little Karoo" dans le sud du Cap, à l'ouest jusqu'à Robertson Karoo et le Swartland jusqu'à la limite externe de du Cap. Elle peut être trouvée dans la plupart des régions avec une pluviométrie hivernale , à l'extrême ouest de la Ville l'Afrique du Sud, vers le nord à travers le Namaqualand, aussi loin au nord que le sud de la Namibie. Elle est absente de l'intérieur de l'Afrique du Sud.